# Cheetah Mobile
Cheetah Mobile Inc. (猎豹 移动 公司) Es una empresa china de Internet móvil con sede en Beijing, China.
Siendo el creador de algunas de las aplicaciones móviles globales más populares, cuenta con más de 634 millones de usuarios activos mensuales a partir de enero de 2017.

## Historia

### Fundación
La compañía fue fundada en 2009 como una fusión de Kingsoft Security y Conew Image, y creció hasta convertirse en el segundo proveedor de software de seguridad de Internet en China, según iResearch. La empresa está ubicada en la primera Rd Yaojiayuan Sur, Distrito de Chaoyang, Beijing, China.

### Oferta pública inicial
En 2014, Cheetah Mobile lanzó una OPI que vendía 12 millones de American Depositary Shares a US $ 14 por acción, con lo que aumentó US $ 168 millones. La OPI fue administrada por Morgan Stanley, JP Morgan Chase & Co. y Credit Suisse Group. Kingsoft y Tencent son los principales inversores en Cheetah Mobile, con un 54% y un 18%, respectivamente.

### Publicación de IPO
A finales de 2015, Cheetah Mobile anunció que había entrado en una asociación estratégica global con Yahoo. La compañía incorporó las plataformas de búsqueda y nativas de Yahoo en sus propias aplicaciones. Como resultado de esto, Cheetah Mobile declaró que sus ingresos generados por Yahoo aumentaron en un 30 por ciento diario en las primeras dos semanas.
En febrero de 2016, Cheetah Mobile y Cubot lanzaron el CheetahPhone, un teléfono inteligente basado en Android 6.0 Marshmallow, en MWC en Barcelona, España.

### Adquisición
El 2 de agosto de 2016, Cheetah Mobile anunció la adquisición de una empresa francesa de noticias Republic por 57 millones de dólares. News Republic es un agregador de noticias.

## Productos
Los productos de Cheetah Mobile incluyen:

### Aplicaciones computacionales
- Clean Master (PC) – Para ordenadores personales, pretende mejorar el rendimiento borrando archivos basura y optimizando la memoria del dispositivo. La aplicación está disponible para PC y otras plataformas de teléfonos inteligentes de forma gratuita.[13]

### Juegos
- Piano Tiles: Don't Tap The White Tile
- Big Bang 2048 – Similar al juego 2048, pero con números reemplazados por animales.[14]
- Just Get 10 – Un rompecabezas donde los jugadores tocan los azulejos adyacentes con el mismo número, que luego aparecerá. Tocar nuevamente fusiona la posición a donde fue tocado.[15]
- Don't Tap The White Tile  – Los jugadores deben evitar azulejos blancos. [16]
- Piano Tiles 2: Don't Tap The White Tile 2 – La secuela de Don't Tap The White Tile incluyendo un nuevo juego y canciones. [17]
- Rolling Sky – Un juego de ritmo rápido donde los jugadores deben rodar una pelota a través de diferentes niveles.
- Dancing Line - Una colaboración con Boombit, juego en el cual tendrás que guiar una línea sin que choque
- Tap Tap Dash – Un juego de ritmo rápido en el que los jugadores deben tocar para evitar que su personaje caiga de la plataforma a diferentes niveles.[18]
- Rolling Sky 2 - La secuela de Rolling Sky, pero ya no se usan pelotas sino personajes que ya vienen con el nivel.

### Aplicaciones móviles
- Armorfly - Un navegador que afirma tener alta privacidad y seguridad.
- Battery Doctor - Una aplicación de ahorro de batería que pretendia ofrecer una característica especial de 1 toque de optimización que detiene las aplicaciones de consumo de energía con un solo toque.[19]
- Clean Master - Una aplicación de limpiador de archivos basura que pretendia aumentar la RAM, limpiar archivos basura, borrar la caché y limpiar las notificaciones basura. También pretendia ofrecer protección en tiempo real para teléfonos Android.[20][21][22][23][24]
- Espacio en la nube de CM Security - Una herramienta de copia de seguridad en la nube para copias de seguridad de fotos de los usuarios, registros de llamadas, información de contacto y mensajes SMS.
- CM Backup - Una herramienta de copia de seguridad en la nube que ofrece una herramienta de copia de seguridad y recuperación de nube segura, sencilla y gratuita.[25][26]
- CM Browser - Un navegador móvil que pretendia protegerlo de amenazas maliciosas.
- CM Launcher 3D - Una aplicación que integra efectos 3D, fondos de pantalla HD y temas con seguridad y un dispositivo de refuerzo/limpieza.[27]
- CM Locker Repair Privacy Risks - Una herramienta de casillero de aplicación que protege sus datos confidenciales mediante la tecnología móvil avanzada.
- CM Security Applock Antivirus - Una aplicación antivirus con motor antivirus dentro, AppLock con huella digital, navegación segura.[28]
- CM Security VPN - Una aplicación VPN que ofrece alta velocidad y tiempo de conexión ilimitado.
- CM Swipe - Una herramienta de acceso rápido y fácil a tus aplicaciones y herramientas favoritas con una sola mano.
- CM TouchMe - Una herramienta de ayuda para acceder rápidamente a las operaciones del sistema o sus aplicaciones.
- CM Transfer - Una herramienta de transferencia de archivos para enviar fotos, videos, música y aplicaciones sin conexión.
- CM QR Code & Bar Code Scanner - Una herramienta de escáner de código QR que te protege de amenazas ocultas en QR & Bar Codes.
- File Manager - Una herramienta de gestión de archivos con todas las funciones de nube y transferencia de archivos Wi-Fi.[29]
- GoTap! - Una herramienta de gestión de datos que ayuda a gestionar o reducir el uso de datos móviles y la batería.
- Notification Claner - Una herramienta de gestión de notificaciones que gestiona notificaciones de forma fácil e inteligente.
- Photo Grid - Una aplicación de editor de fotos con docenas de plantillas de cuadrícula y un formato 1:1 para Instagram.[30]
- QuickPic Gallery - Una aplicación de galería que es rápida, ligera y moderna que pretende proteger sus fotos privadas.[31]
- Ransomware Killer - Una aplicación de virus del ransomware que elimina el virus en un teléfono infectado.
- Simplelocker Cleaner - Una aplicación limpiadora de casilleros que realiza una exploración completa de su dispositivo, y si se encuentra el virus Cryptolocker, utiliza una solución anti-secuestro especial para eliminar el virus.
- Speed Test - Una herramienta de prueba de velocidad que ayuda a escanear sus entornos Wi-Fi, verificar la seguridad y la velocidad de la conexión, y luego, optimizar la velocidad.
- Struts 2 Web Server Scanner - Una aplicación de escáner de servidor web que analiza el historial del navegador y detecta si los sitios web visitados recientemente se ven afectados por la falla de Struts 2.
- Stubborn Trojan Killer - Una aplicación antivirus móvil que pretende deshacerse de troyanos tercos que no pueden ser eliminados por otras aplicaciones antivirus comunes.[32]
- WhatsCall - Una aplicación de llamadas con llamadas globales y seguras gratuitas.
- 2Face - Una aplicación de administración de cuentas para acceso instantáneo y simultáneo a dos cuentas en sus plataformas sociales, de juego y de mensajería en un solo dispositivo.
- Kika Keyboard - Una Aplicación de Teclado que permite al usuario Modificar su teclado con teclados personalizados.

## Controversias
A pesar de la popularidad de su aplicación Clean Master Android, se informó en 2014 que los anuncios de promoción de Clean Master manipulan a los usuarios de Android con tácticas engañosas cuando se navega por sitios web en el marco de la publicidad de la aplicación. En abril de 2014, Ferenc László Nagy de Sophos Labs capturó algunos anuncios que llevaron a Clean Master, advirtiendo que el dispositivo había sido infectado con un virus.
En julio de 2014, Cheetah Mobile instó a los usuarios a desinstalar Google Chrome y reemplazarlo con el navegador de Cheetah Mobile durante el proceso de limpieza y optimización de Clean Master. Esta práctica deshonesta permitió a Cheetah Mobile obtener una posición injusta en el mercado y llevó a una represión de Google.